# Cyathea apoensis
Cyathea apoensis är en ormbunkeart som beskrevs av Edwin Bingham Copeland. Cyathea apoensis ingår i släktet Cyathea och familjen Cyatheaceae. Inga underarter finns listade.